# Nitrure d'hafnium
Le nitrure d'hafnium est un composé chimique de formule HfN. Il se présente sous la forme d'un solide inodore gris foncé à jaune-brun. Il s'agit d'une céramique ultraréfractaire ultradure ayant une dureté Vickers de 46 GPa. C'est un conducteur électrique de structure cristalline de type halite ayant le groupe d'espace Fm3m (no 225). Sa masse volumique expérimentale n'est que de 11,70 g/cm3 alors qu'elle serait théoriquement plutôt 13,39 g/cm3 sur la base de sa structure cristalline.
Le nitrure d'hafnium est utilisé comme matériau de pulvérisation pour augmenter la stabilité des diodes, des transistors et des circuits intégrés. On l'utilise également comme matériau de revêtement sur les outils de tour en raison de sa dureté et de sa très grande stabilité thermique, avec un point de fusion particulièrement élevé.
On peut obtenir le nitrure d'hafnium avec des méthodes semblables à celles du nitrure de titane. Il est ainsi possible de l'obtenir à partir des éléments hafnium et azote entre 1 400 et 1 500 °C :
2 Hf + N2 ⟶ 2 HfN.
On peut également l'obtenir par croissance à partir de tétrachlorure d'hafnium HfCl4 à 2 900 °C dans l'azote pur ou à une température plus basse (de 2 000 à 2 400 °C) en présence d'hydrogène (mélange H2 + N2, ou ammoniac NH3). L'hydrogène a également pour effet d'accélérer la vitesse de croissance du nitrure d'hafnium.
Sous des pressions élevées, l'ammonolyse ou la réaction du nitrure d'hafnium avec l'azote forme un nitrure d'hafnium de formule Hf3N4 de type Th3P4 cubique avec le groupe d'espace I43d.